# Francine Houben

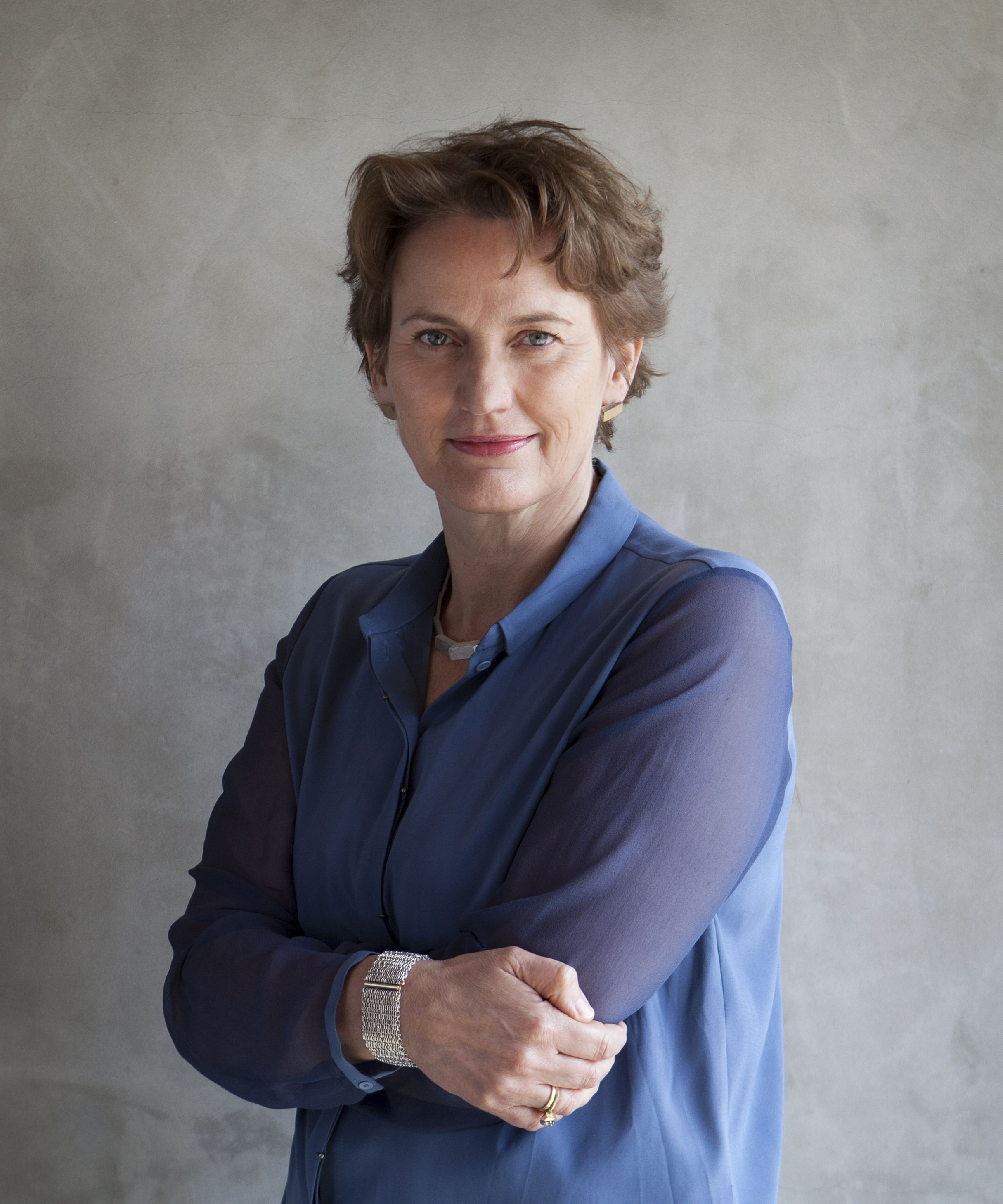
Francine Houben (2015)

Francine Marie Jeanne Houben (* 2. Juli 1955 in Sittard) ist eine niederländische Architektin. Sie hat ihr Studium an der Technischen Universität Delft mit Auszeichnung abgeschlossen. Sie ist die Gründungspartnerin und Kreativdirektorin von Mecanoo architecten mit Sitz in Delft.

## Leben und Werk
Das Œuvre von Houbens Architektur ist breit gefächert und umfasst Projekte wie Universitäten, Bibliotheken, Theater, Wohngebiete, Museen und Hotels. Houben verbindet die Disziplinen Architektur, Stadtplanung und Landschaftsarchitektur. Laut ihrer Biographie auf der Website ihres Büros „basiert ihre Arbeit auf einer präzisen Analyse gepaart mit einer Intuition, die über drei Jahrzehnte [durch die Verflechtung] sozialer, technischer, spielerischer und menschlicher Aspekte der Raumgestaltung aufgebaut wurde, um eine einzigartige Lösung für jede architektonische Herausforderung zu schaffen“. Francine strebt danach, Architektur zu entwerfen, die „alle Sinne anspricht“ und stellt fest, dass

„[Architektur] niemals eine [rein] intellektuelle, konzeptuelle oder visuelle Betrachtung allein ist. In der Architektur geht es darum, alle einzelnen Elemente zu einem einzigen Konzept zusammenzufügen. Am Ende zählt die Anordnung von Form und Emotion. Architektur soll alle Sinne berühren.“

Houben konzentriert sich darauf, ganzheitliche Gebäude zu entwerfen, die eine große Vielfalt an Projektprogrammen abdecken.
Ihre Tätigkeit ist besonders für die Gestaltung von Bibliotheken bekannt. Die 1997 fertiggestellte Bibliothek der Technischen Universität Delft führte 2013 zur Bibliothek von Birmingham, und die aktuelle Renovierung der Martin Luther King Jr. Memorial Library in Washington, D.C. und die Renovierung der New York Public Library Midtown (Mid-Manhattan Library und das Stephen A. Schwarzman Building), New York.
Sie hat ausführlich über Bibliotheken und öffentliche Gebäude gesprochen und erklärt, dass

„Bibliotheken die wichtigsten öffentlichen Gebäude sind, wie es vor vielen Jahren Kathedralen waren“

Sie hat für ihre Werke, sowohl in der Architektur als auch in der Literatur, internationale Anerkennung gefunden. Ihr jüngstes Gebäude ist die Library of Birmingham (2013), die eines von sechs Gebäuden war, die für den Stirling-Preis 2014 des Royal Institute of British Architects (RIBA) in die engere Wahl gezogen wurden. Als das Architects’ Journal sie zur Architektin des Jahres 2014 wählte, erklärte Houben: „Es war ein großes Privileg, die Bibliothek von Birmingham zu entwerfen. In der Architektur geht es um Teamarbeit, darum, unterstützend und visionär zugleich zu sein. Darin sind Frauen besonders gut.“
Francine Houben hatte Professuren in den Niederlanden und im Ausland inne und war 2007 Gastprofessorin an der Harvard University. 1981 gewann sie zusammen mit zwei Kommilitonen den Wettbewerb Jugendhäuser Rotterdam. Von 2002 bis 2006 war sie Stadtarchitektin von Almere. Im Jahr 2001 veröffentlichte sie ihr Manifest über Architektur: 'Komposition, Kontrast, Komplexität' und brachte als Kuratorin der Ersten Internationalen Architekturbiennale Rotterdam 2003 das Thema der Ästhetik der Mobilität an die Spitze des internationalen Designbewusstseins. Im Jahr 2008 erhielt Houben den Prix Veuve Clicquot der Niederlande für die professionelle Organisation ihres Unternehmens als Geschäftsfrau des Jahres.
Im Jahr 2010 wurde Francine Houben die lebenslange Mitgliedschaft in der Akademie der Künste, Abteilung Architektur, in Berlin gewährt. Im November 2015 überreichte Königin Máxima der Niederlande Houben den Prins-Bernhard-Cultuurfonds-Preis für ihr Werk. Francine hat Bücher veröffentlicht und ist mit Vorträgen über ihr Studium und ihre Praxis an zahlreiche Universitäten gereist. Ihre jüngste Zusammenfassung lautet „Menschen, Ort, Zweck, Poesie: Mit diesen vier Worten veranschaulicht Francine Houben den einzigartigen, humanistischen Ansatz ihrer Praxis in der Architektur“. Von der Universität Delft erhielt sie 2016 die Ehrendoktorwürde.

## Werke (Auswahl)
- Library of Birmingham

- Fakultät für Wirtschaftswissenschaften und Management, Utrecht (1995)
- Bibliothek der Technischen Universität Delft, Delft (1997)
- Niederländisches Freilichtmuseum, Arnheim (2000)
- Westergasfabriek Terrain, Amsterdam (2001)
- Masterplan der Technischen Universität Delft (2002)
- Montevideo, Rotterdam (2005)
- FiftyTwoDegrees, Nijmegen (2007)
- Theater- und Kongresszentrum La Llotja, Lleida (2008)
- Amphiontheater, Doetinchem (2009)
- Kaap Skil, Museum für Seefahrt und Strandpiraten, Texel (2012)
- Universitätshochschule Amsterdam, Amsterdam (2012)
- Bibliothek von Birmingham integriert mit dem Birmingham Repertory Theatre, Birmingham (2013)
- HOME, Manchester (2015)
- Bruce C. Bolling Stadthaus, Boston (2015)
- Hilton Amsterdam Flughafen Schiphol, Amsterdam (2015)
- Taekwang Country Club Cafe, Gyeonggi-do, Südkorea (2015)
- Städtische Ämter und Bahnhof, Delft, Niederlande (2015/2017)
- Keukenhof, Lisse, Niederlande (2017)
- Bürogebäude Namdaemun, Seoul, Südkorea (2017)
- Eurojust (EU-Agentur), Den Haag, Niederlande (2017)
- Justizpalast, Córdoba, Spanien (2017)
- Nationales Kaohsiung Zentrum für die Künste, Kaohsiung (2018)
- Drei Kulturzentren & eine Buchmesse, Shenzhen (2018)
- Manchester Engineering Campus Development, Manchester (laufend)
- Renovierung der Martin Luther King Jr. Gedächtnisbibliothek, Washington D.C. (im Gange)
- Europäische Investitionsbank, Luxemburg (laufend)
- Bahnhof Kaohsiung, Kaohsiung (laufend)
- New York Public Library Midtown Renovierung, New York (laufend)
- Shenzhen North Station Urban Design, Shenzhen (laufend)
- Tainan Öffentliche Bibliothek, Tainan (laufend)

## Galerie

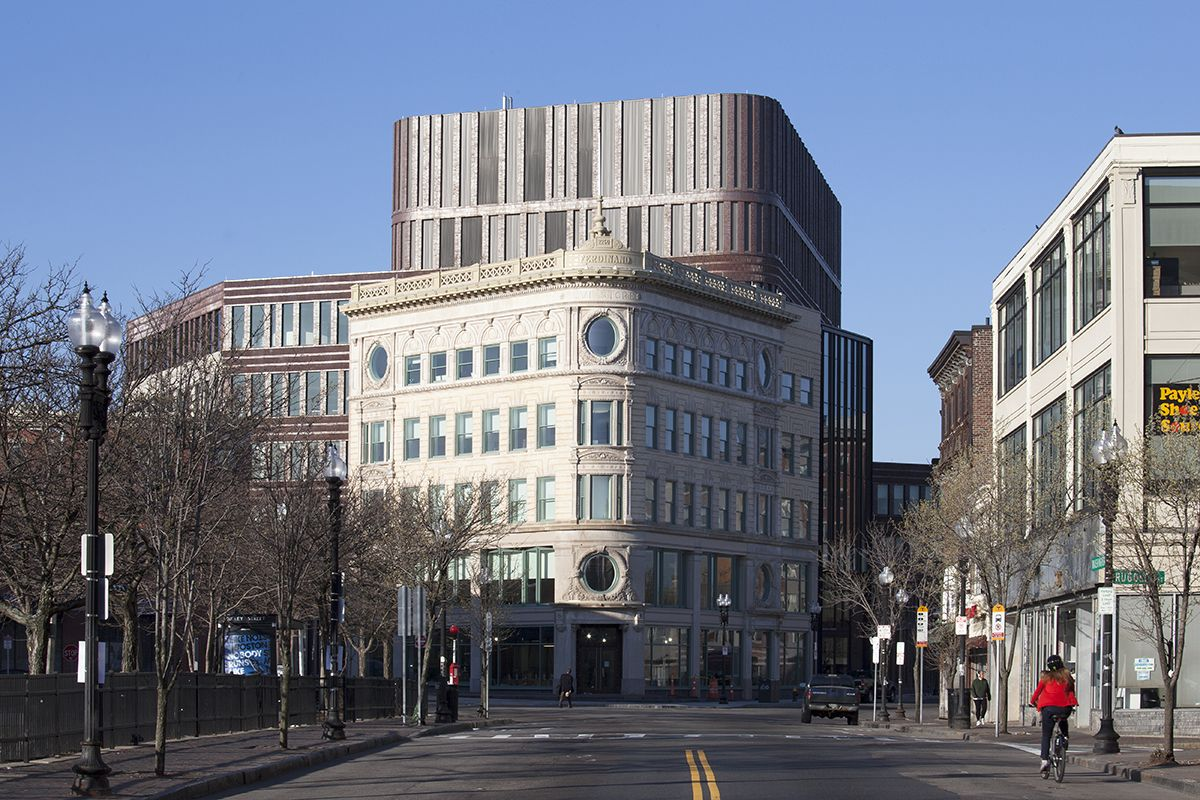
Bruce C. Bolling Municipal Building Boston, USA
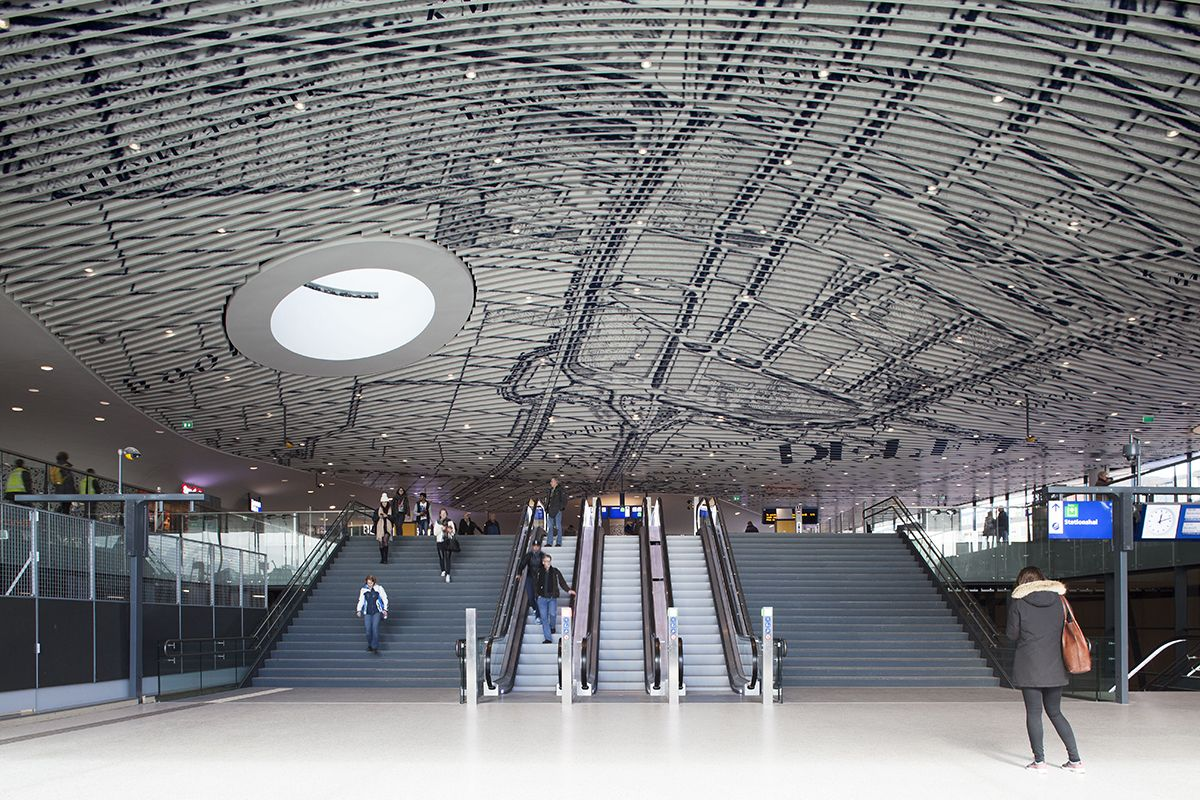
Municipal Offices and Train Station Delft, Niederlande
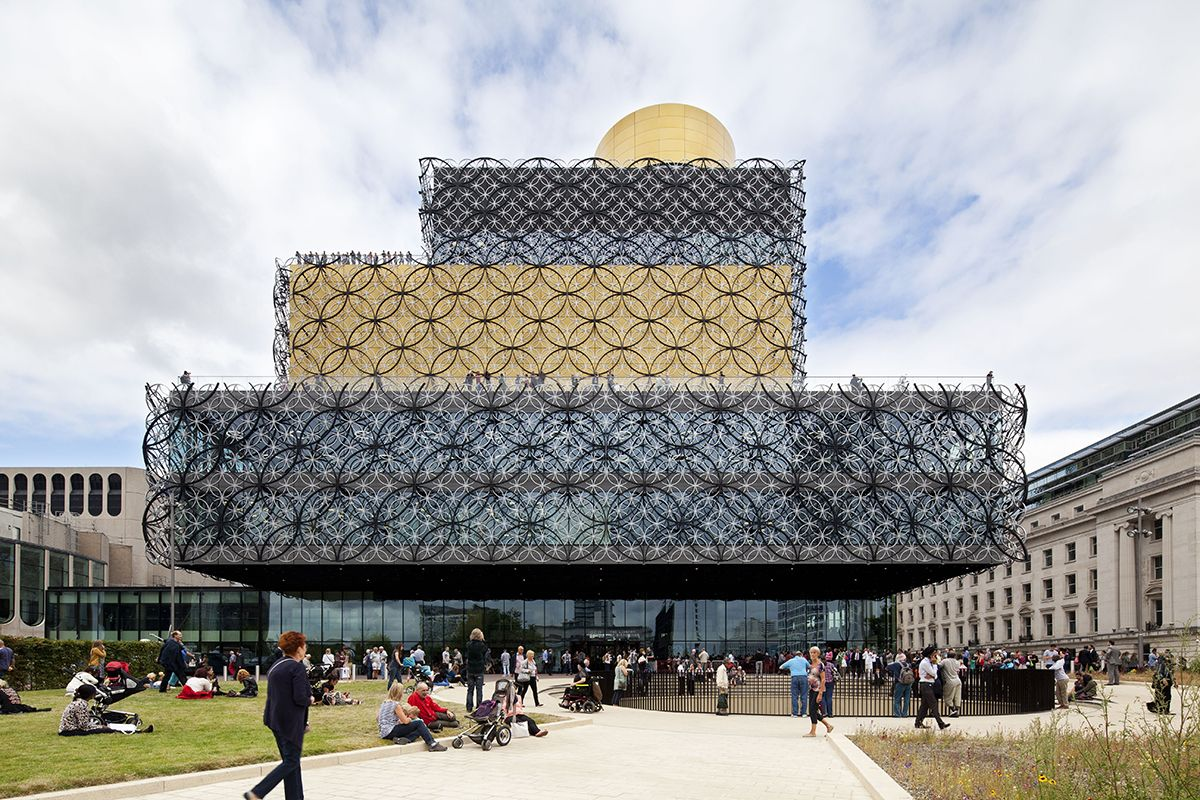
Library of Birmingham Birmingham, UK
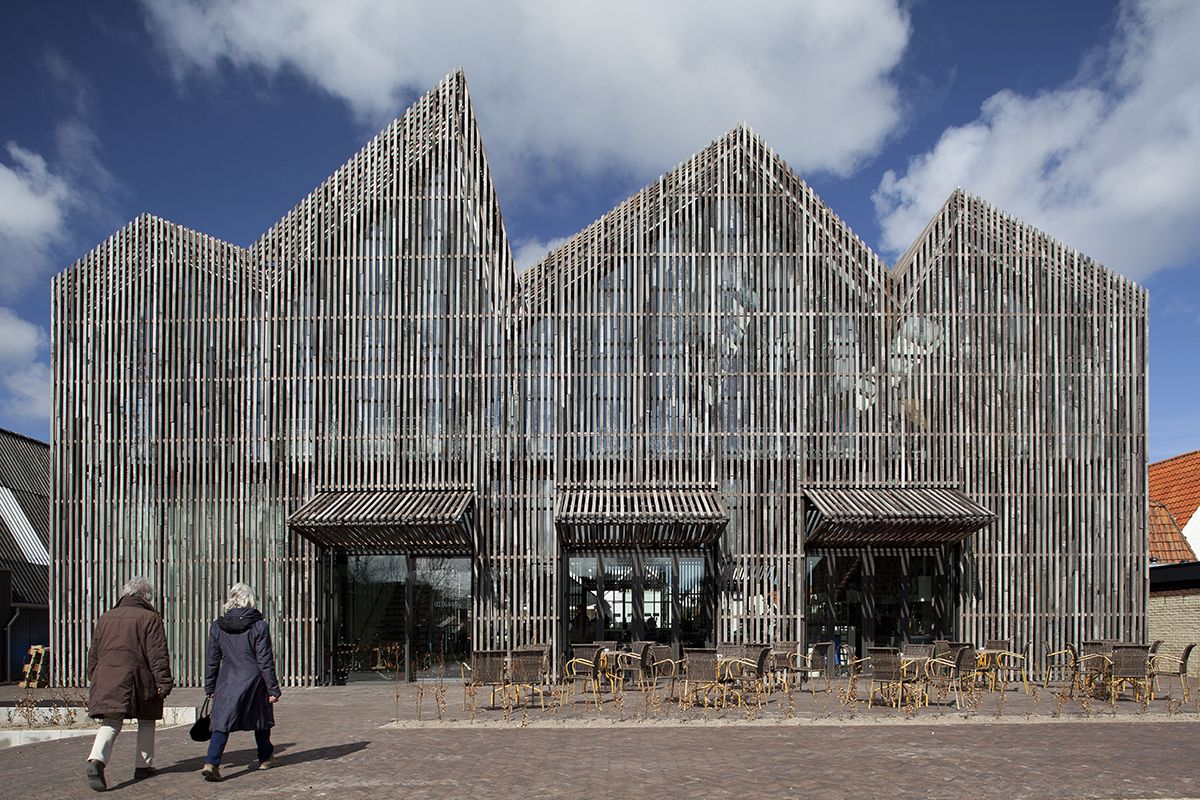
Kaap Skil, Maritime and Beachcombers Museum Oudeschild, Niederlande
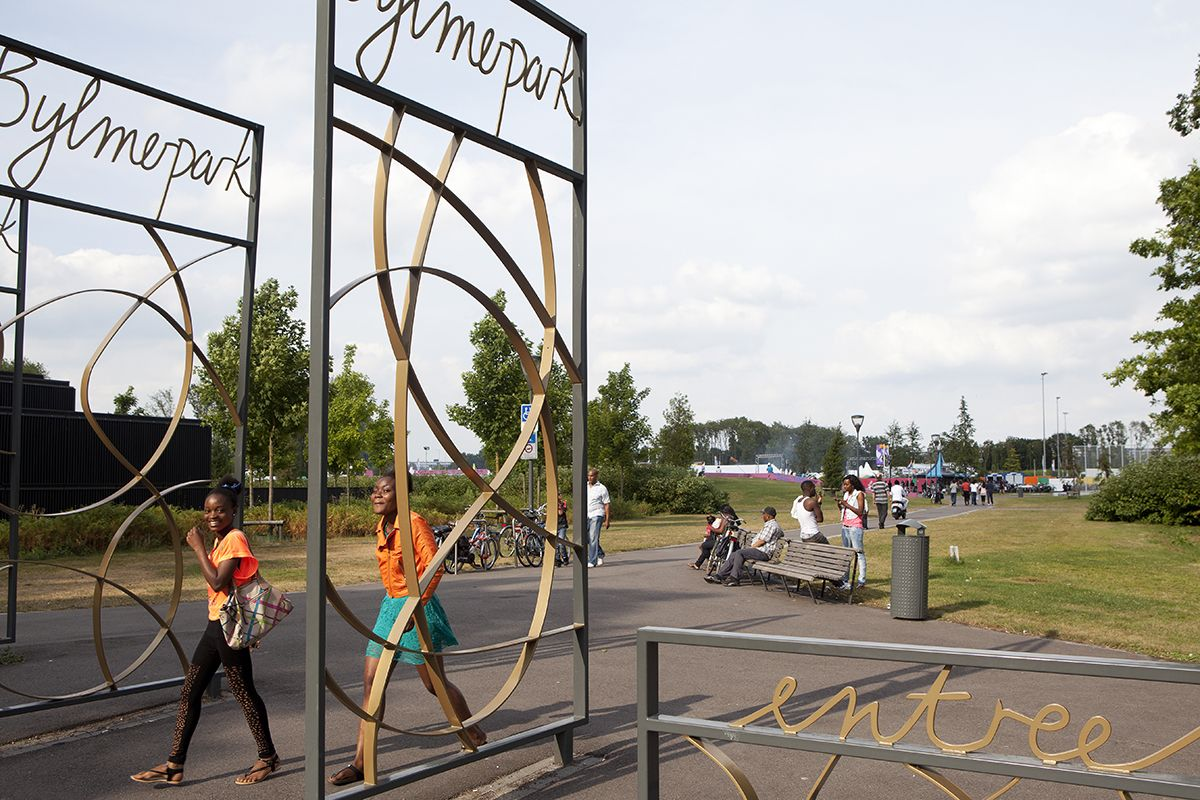
Nelson Mandela Park Amsterdam-Zuidoost, Niederlande
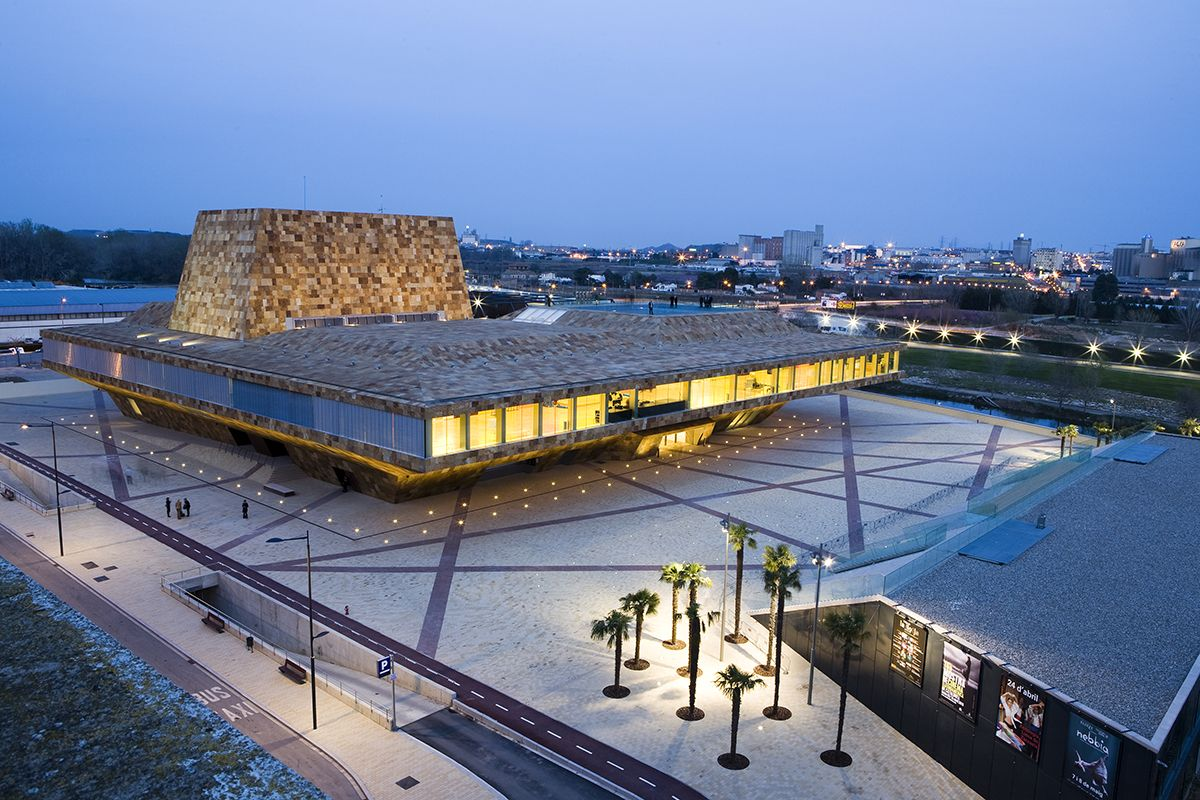
La Llotja Theatre and Conference Centre Lleida, Spanien
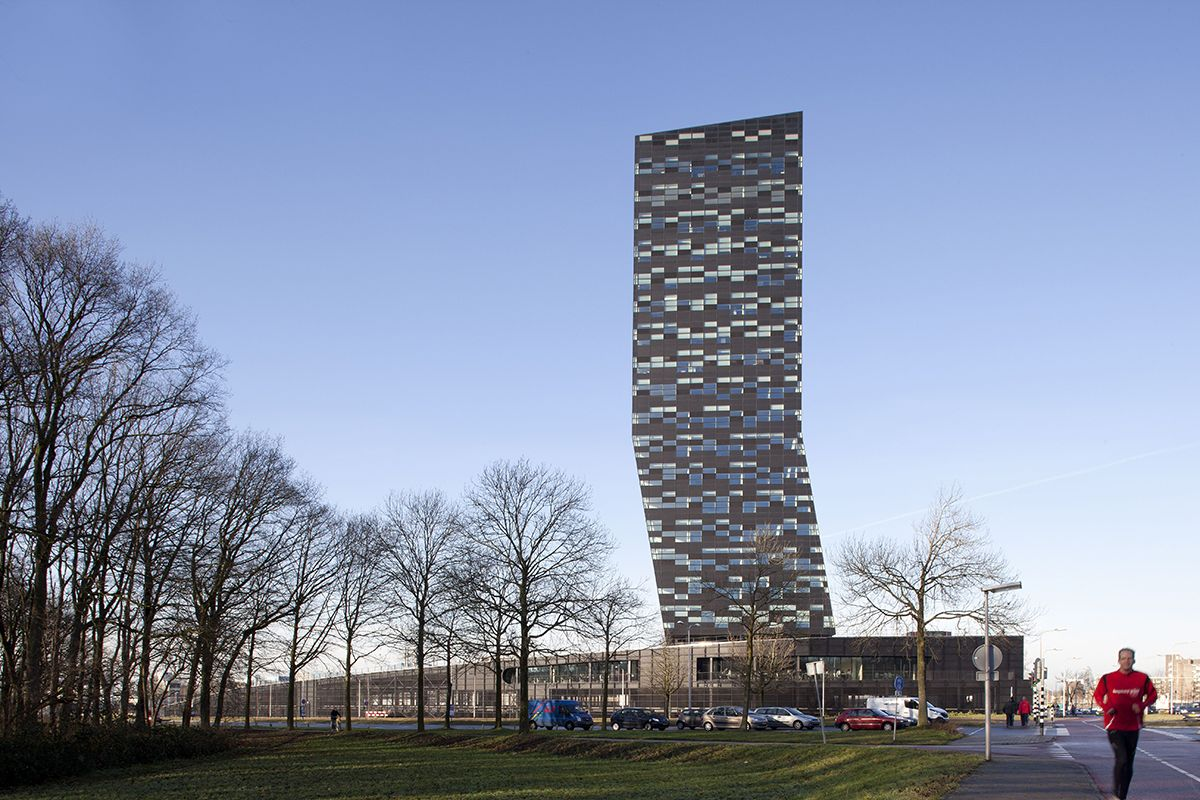
FiftyTwoDegrees Nijmegen, Niederlande
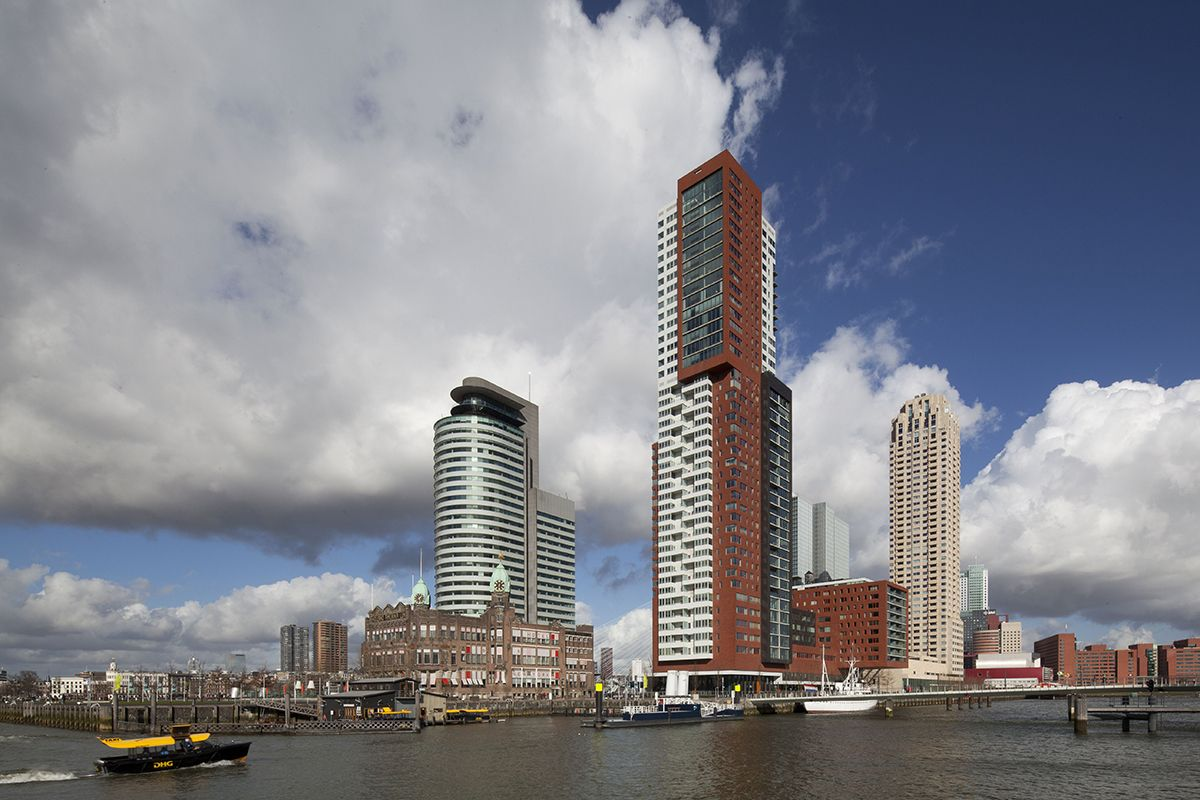
Montevideo Residential Tower Rotterdam, Niederlande
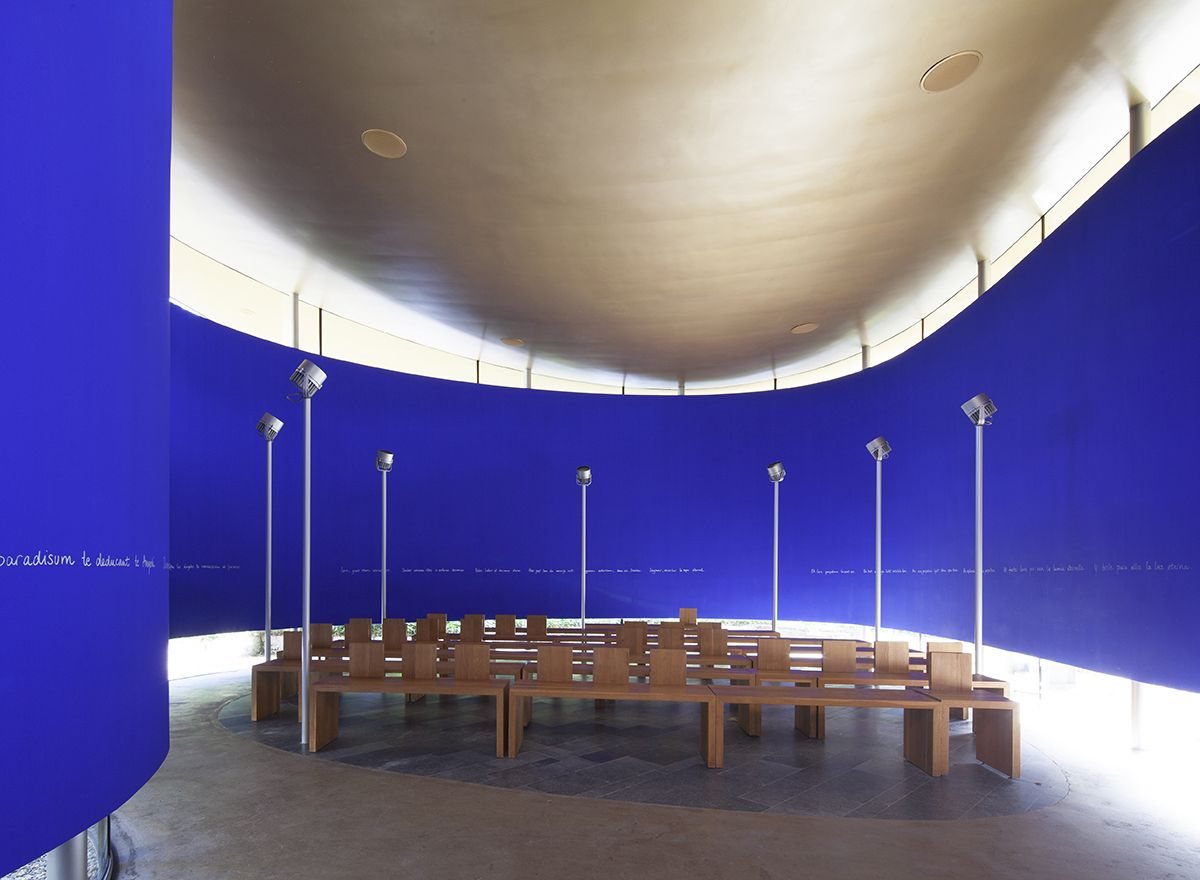
Chapel Saint Mary of the Angels Rotterdam, Niederlande
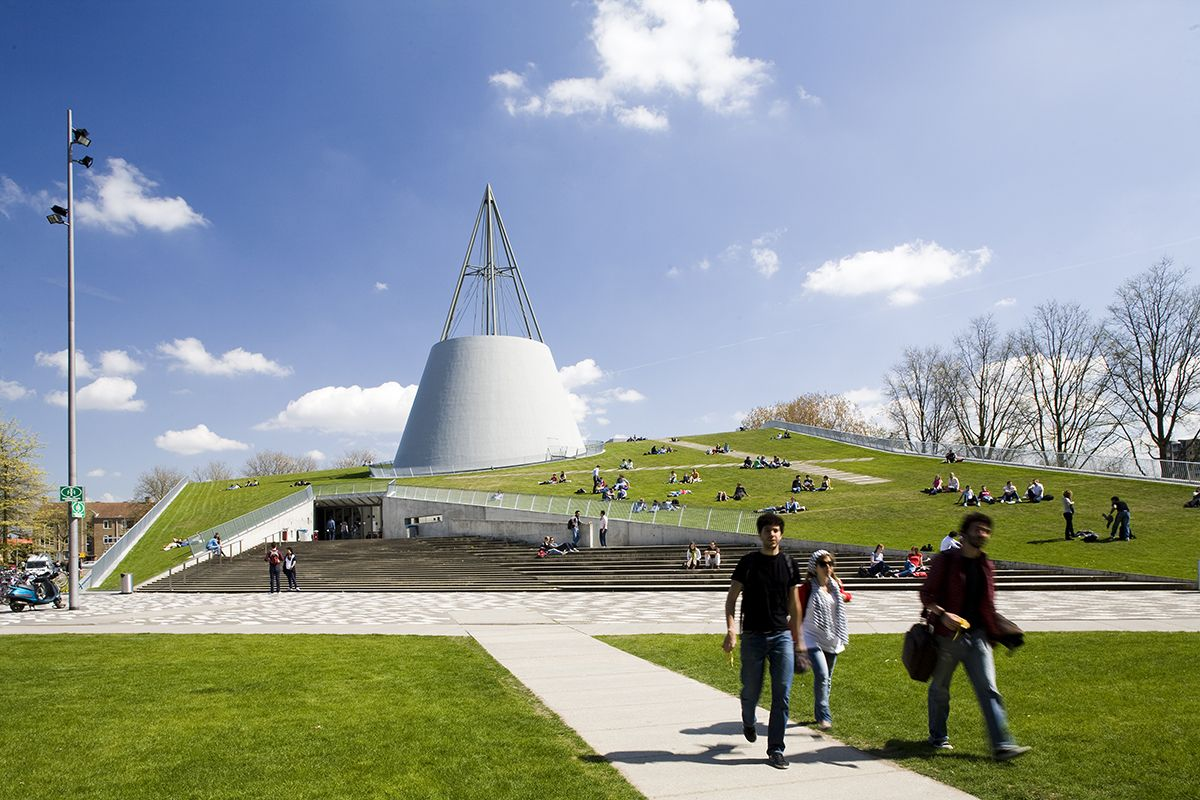
Delft University of Technology Library Delft, Niederlande
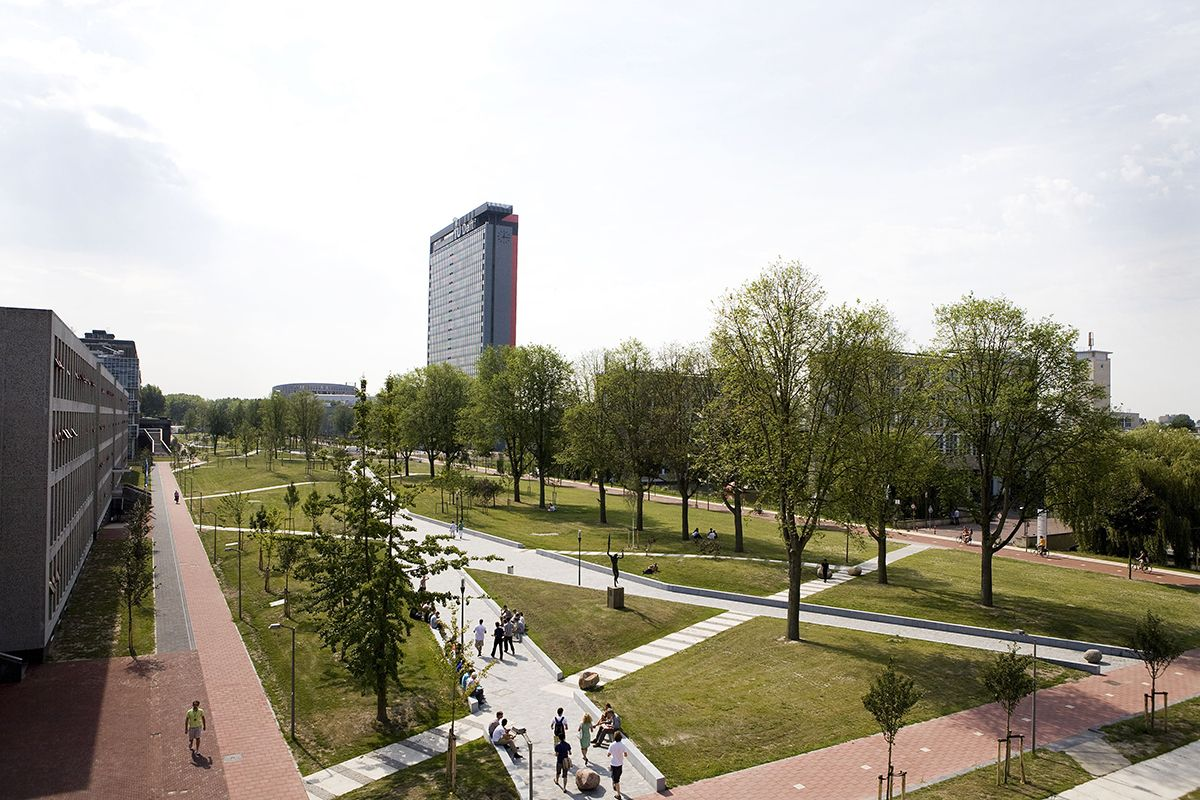
Mekel Park, Delft University of Technology Delft, Niederlande

## Ausgewählte Auszeichnungen und Ehrungen
- 2001: Ehrenmitgliedschaft, Royal Institute of British Architects
- 2007: Ehrenmitgliedschaft, Royal Architectural Institute of Canada
- 2007: Ehrenmitgliedschaft, American Institute of Architects
- 2008: Veuve Cliquot Business Women of the Year Auszeichnung
- 2014: Woman Architect of the Year, Architects’ Journal
- 2015: Prinz Bernhard Kulturfonds Preis
- 2016: Ehrendoktor, Utrecht University
- 2018: International Honorary Fellow Award, Architecture Institute of Taiwan

## Andere Funktionen
- Seit 2015: Vorstandsmitglied Society of Arts at Royal Netherlands Academy of Arts and Sciences
- Seit 2015: Mitglied Van Alen Institute
- Seit 2010: Mitglied Akademie der Künste, Architecture Department
- Seit 2008: Vorstandsmitglied Carnegie Foundation
- Seit 2005: Aufsichtsratsmitglied Kröller-Müller Museum, Otterlo